# لوساگیوغ، آراگاتسوتن
لوساگیوغ (به ارمنی: Լուսագյուղ) یک روستا در ارمنستان است که در استان آراگاتسوتن واقع شده‌است.  در  کیلومتری شمال آشتاراک، مرکز استان آراگاتسوتن واقع شده است.

## خصوصیات
لوساگیوغ ۸۰۳ نفر جمعیت دارد و ۱٬۹۵۰ متر بالاتر از سطح دریا واقع شده‌است.  در  کیلومتری شمال آشتاراک، مرکز استان آراگاتسوتن واقع شده است.

## نگارخانه

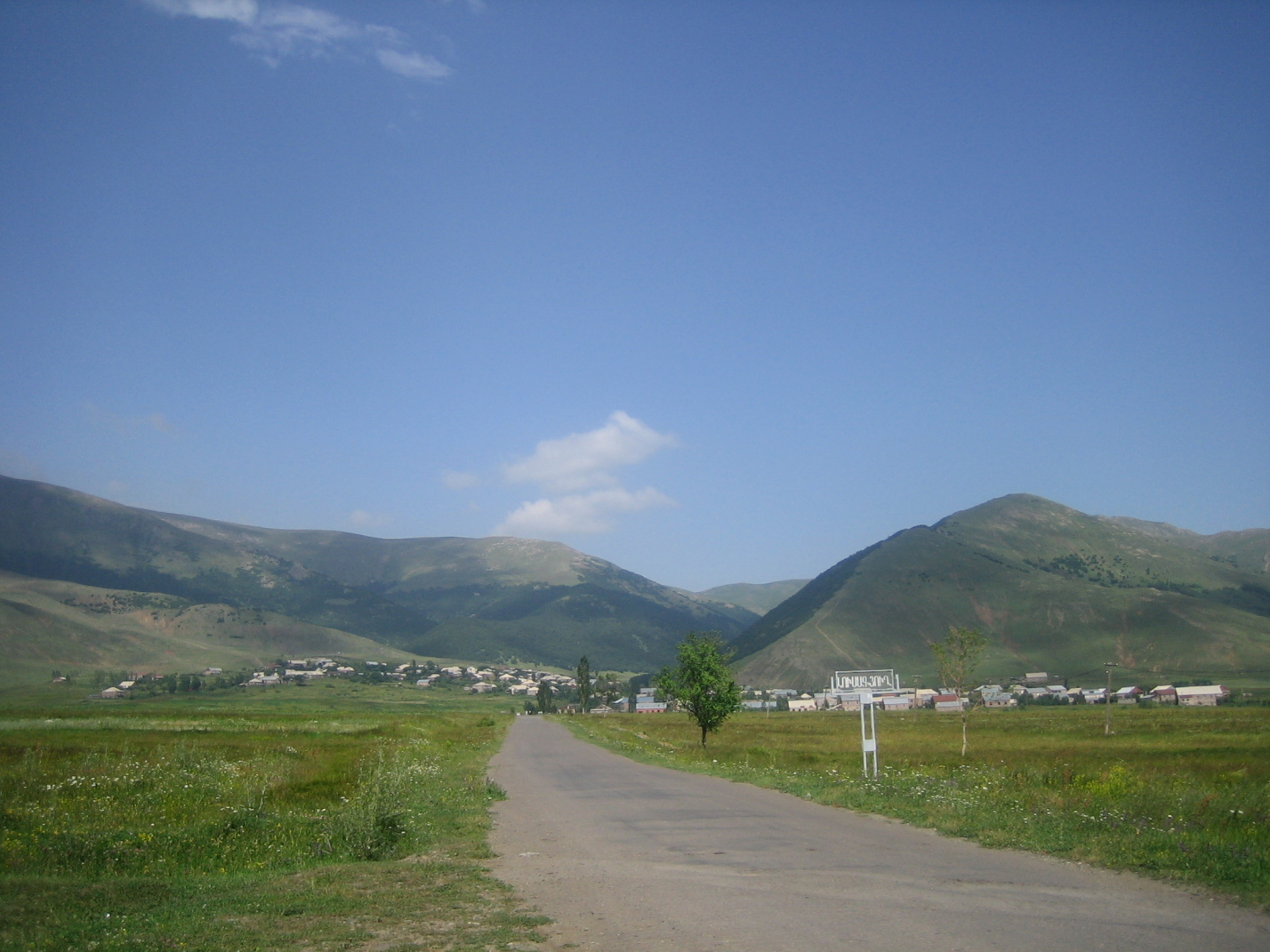
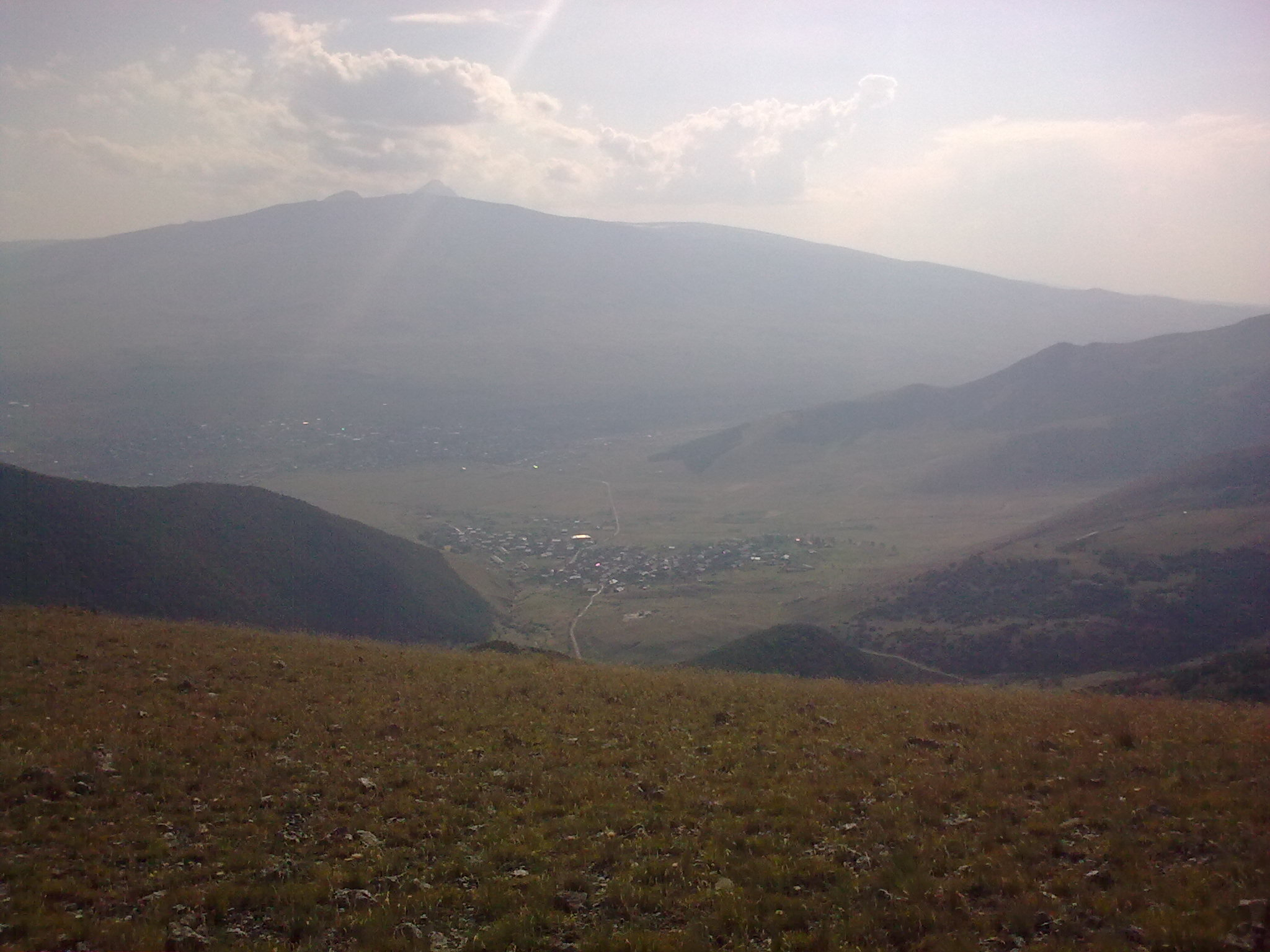
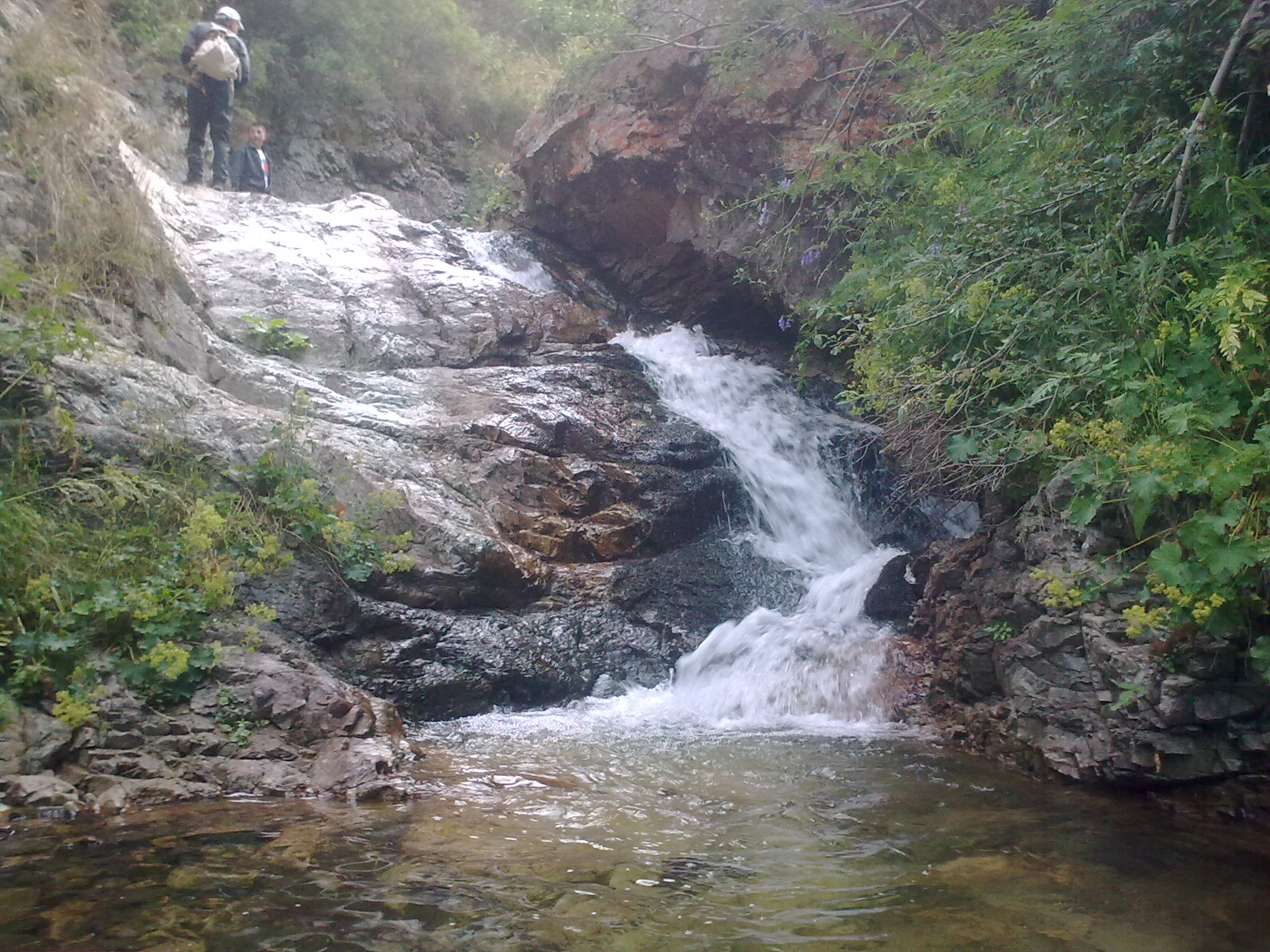
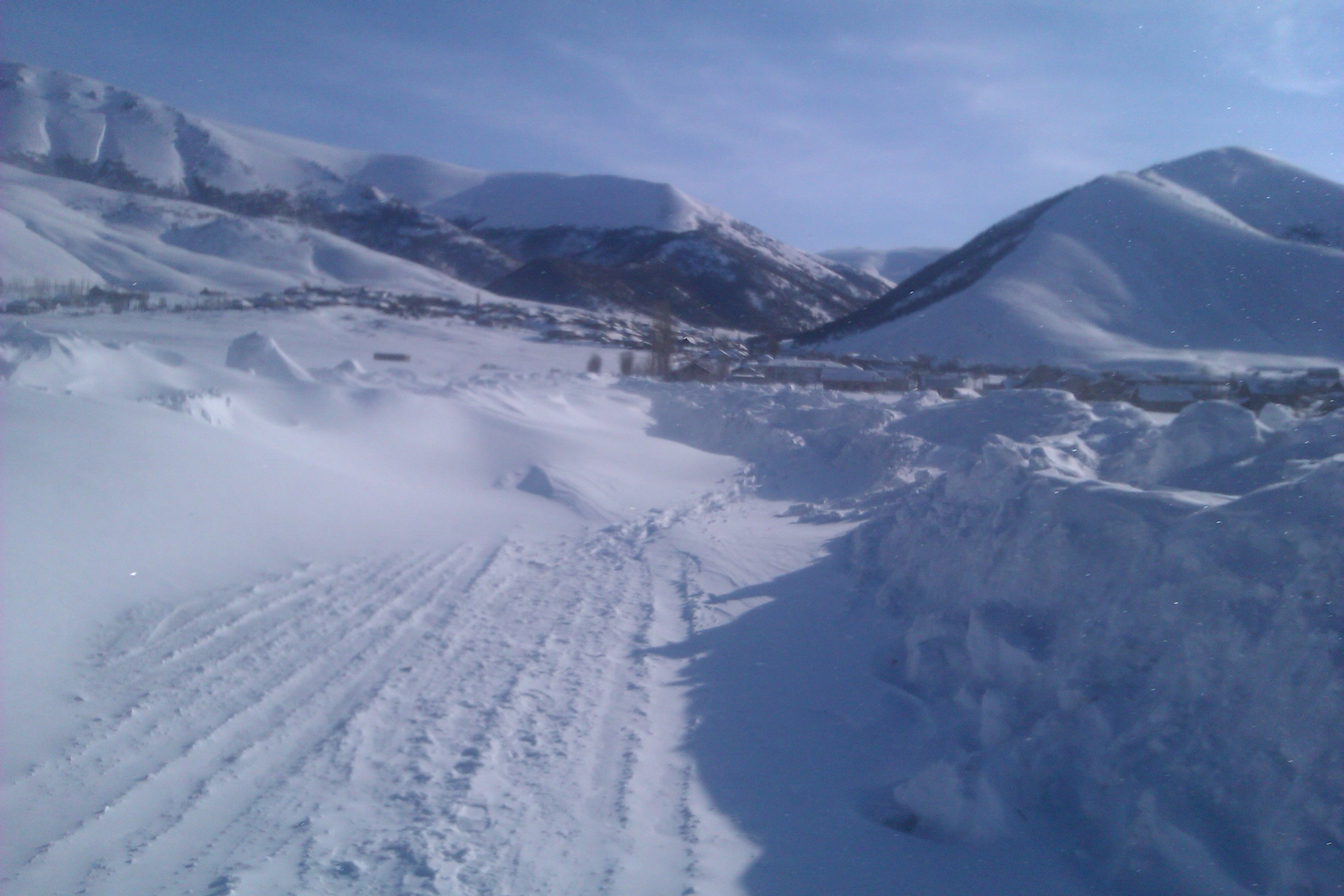
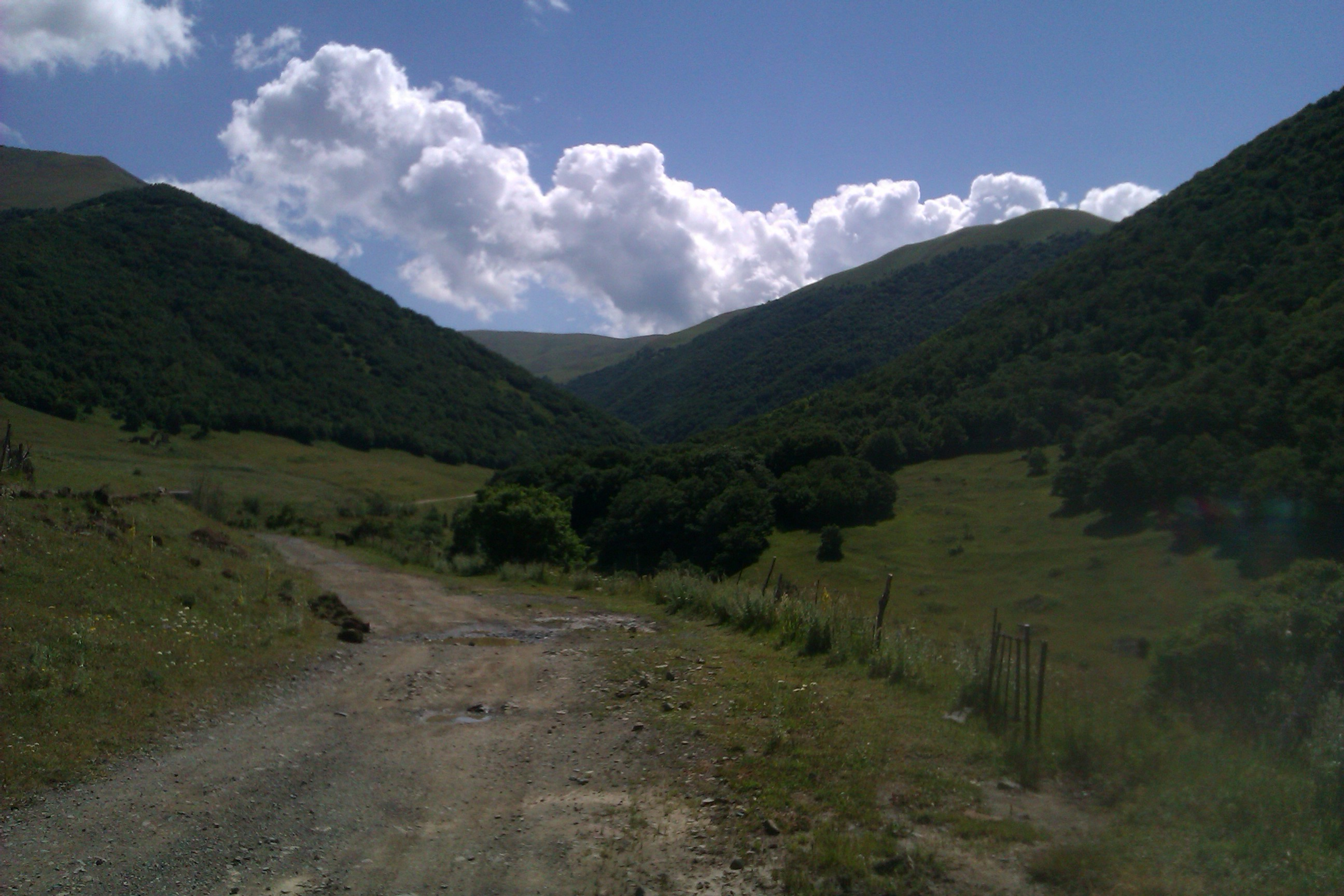